# Râul Valea Satului, Calva
Râul Valea Satului este un curs de apă, afluent al râului Calva. 

## Hărți
- Harta județului Sibiu